# Monetazione celtica
Una monetazione celtica è attestata da coniazioni che vanno dal IV secolo a.C. fino alla fine del I secolo a.C.. Il passaggio a un'economia monetaria, presso i Celti avvenne per le relazioni e i contatti commerciali con i Greci e per la presenza dei mercenari celtici presso le comunità greche. Le monete celtiche subirono, quindi, l'influenza della monetazione mediterranea: in origine copiavano i tipi greci, soprattutto le monete del regno di Macedonia del periodo di Filippo II di Macedonia e di suo figlio Alessandro Magno
. Col tempo, la produzione monetale conobbe un'evoluzione, con una progressiva stilizzazione dell'iconografia (un processo che, da una prospettiva greca, potrebbe essere definito di "imbarbarimento").
Di conseguenza in diverse monete celtiche si trovano tipi greci o addirittura lettere greche, soprattutto in quelle della Gallia meridionale..

## Rapporti con la monetazione greco-romana
I ritrovamenti archeologici rimandano quasi sempre a modelli e tipi monetali macedoni (stateri d'oro e tetradrammi d'argento di Filippo II), un'influenza dovuta a contatti culturali e mercenari avuti a seguito delle spedizioni celtiche nei Balcani. A questa regola generale fanno eccezione solo alcuni casi, come in Baviera, dov'è riconoscibile una stretta affinità con la monetazione romano-campana per le emissioni appartenenti al periodo 225-217 a.C., o come è il caso, più settentrionale, del popolo gallico degli Ambiani (valle della Somme nella Gallia Belgica), per il quale, invece, è stata invocata una relazione con prototipi di stateri tarantini battuti nella seconda metà del IV secolo a.C. (tra il 344 e il 302 a.C.) ma che, probabilmente, ebbero circolazione anche nel primo quarto del secolo successivo, fino alla caduta di Taranto in mano romana nel 272 a.C.. 

## Monetazione gallica
La monetazione greca era presente nelle tre città greche di Massalia, Emporiae e Rhoda, e fu copiata in tutta la Gallia meridionale.
I Galli del nord furono invece influenzati specialmente dalla monetazione di Filippo II di Macedonia e di suo figlio Alessandro Magno. Le monete celtiche mantennero spesso i soggetti dei Greci, come la testa di Apollo al dritto e un carro da guerra a due cavalli sul rovescio degli stateri d'oro di Filippo II, ma svilupparono uno stile proprio partendo da questa base, consentendo lo sviluppo di una sintesi Greco-Celtica.
Dopo un primo periodo in cui le monete celtiche riprodussero abbastanza fedelmente i tipi greci, il disegno iniziò a diventare più simbolico, come esemplificato dalla monetazione dei Parisii, nel nord dell'attuale Francia.
Lo stile celtico dell'Armorica, nel nord-occidente della Gallia, sviluppò dai disegni celtici della valle del Reno, a loro volta derivati dai primi prototipi greci.
|                  |                            |
| Biatec originale | Moderna moneta da 5 corone |

I Boii diedero il loro nome alla Boemia e a Bologna; una moneta celtica (Biatec) proveniente da Bratislava è mostrata sulla moneta slovacca da 5 corone, usata in Slovacchia finché il paese non ha adottato l'euro, nel gennaio 2009.
Le immagini presenti monete celtiche comprendono giganti che trascinano teste mozzate con una corda, cavalieri alla carica in battaglia, dei e dee, teschi e le ruote dei carri, fulmini e saette, il sole e la luna. Sono capolavori d'arte surreale in miniatura .
Una tribù di Celti chiamata Eburones coniò monete d'oro una tripla spirale (un simbolo celtico di buona fortuna) sul dritto, e dei cavalli sul rovescio.
Le monete erano o battute o fuse. Entrambi i metodi richiedevano un certo livello di conoscenze tecnologiche.
Con l'invasione romana della Galla, la monetazione celtica influenzata dai Greci iniziò a incorporare influenze romane, finché sparì per essere completamente sostituita dalla monetazione romana.

## Monetazione celtica della Britannia

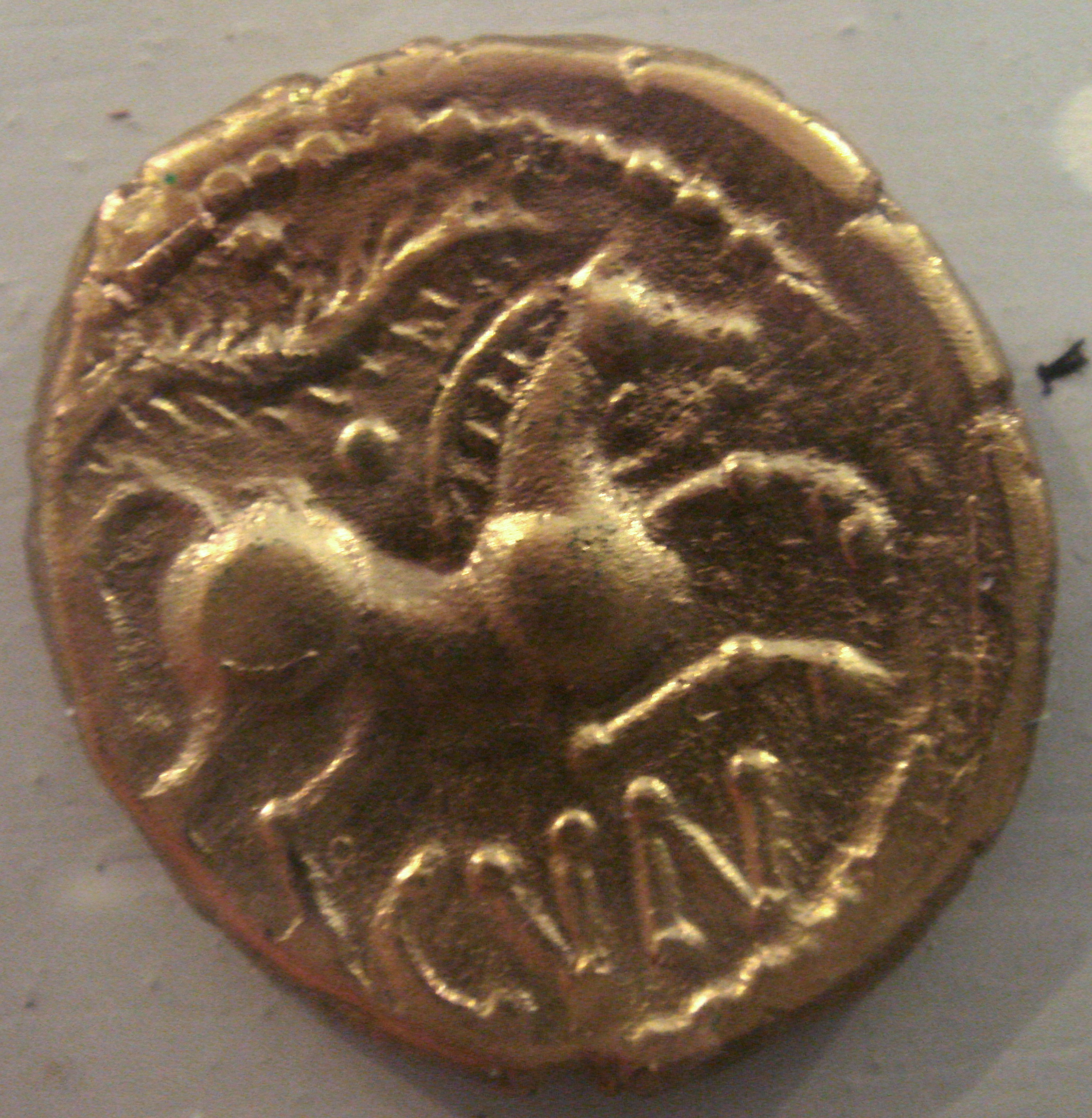
Moneta dei Trinovantes.

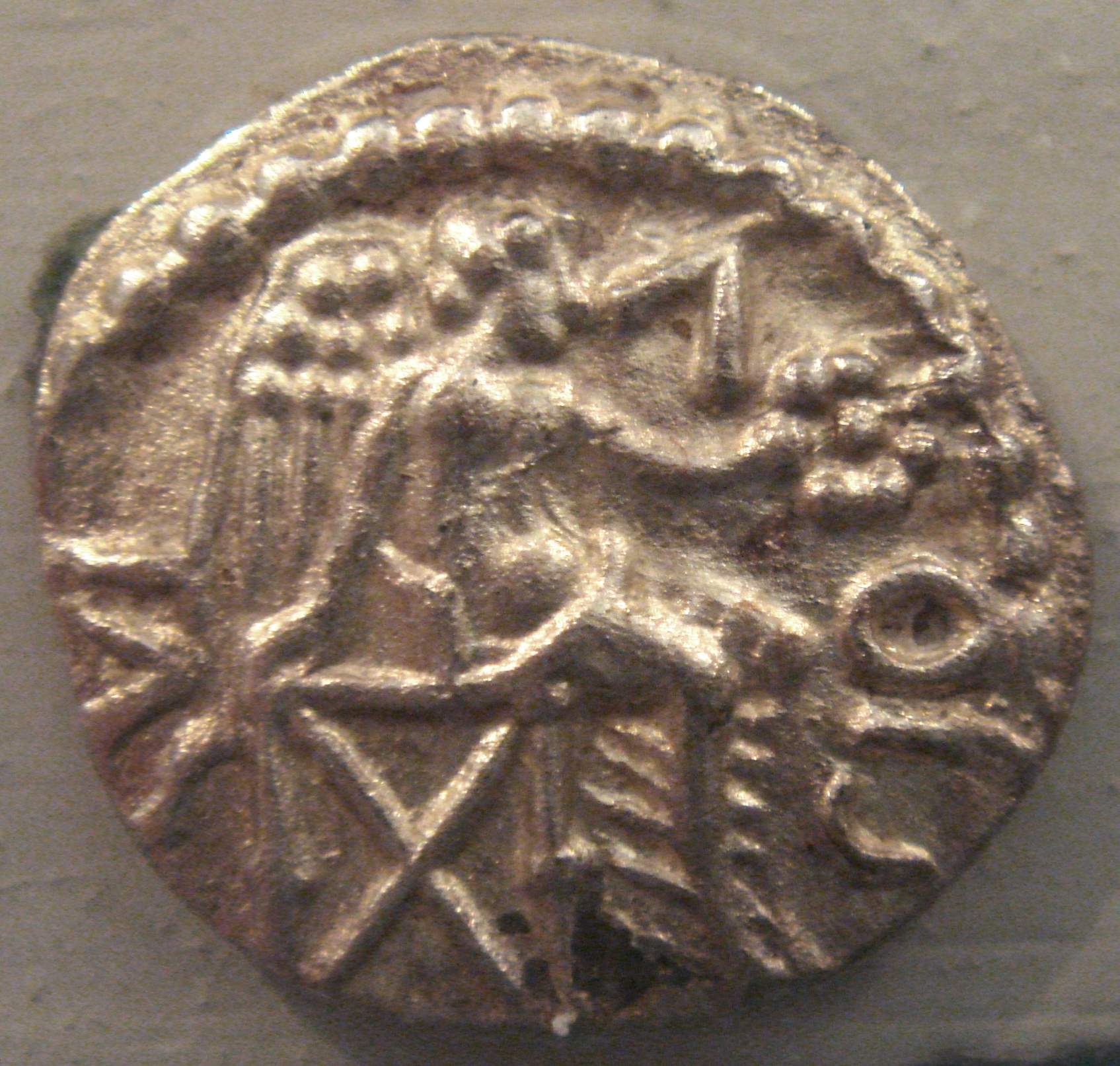
Moneta dei Regnensi.

Gli storici tradizionali hanno avuto la tendenza a trascurare il ruolo giocato dalla monetazione celtica nella prima storia della monetazione britannica.
Oltre 45000 antiche monete britanniche e galliche scoperte nel Regno Unito sono registrate nel Oxford Celtic Coin Index.